# Natacha Gachnang
Natacha Gachnang (Vevey, 27 oktober 1987) is een Zwitsers autocoureur. Ze reed in 2009 het Formule 2-kampioenschap.

## Carrière
Gachnang begon haar carrière in de autosport aan het einde van de jaren negentig in de karting. Van 2002 tot 2005 reed ze in het Duitse Formule BMW-kampioenschap. Tijdens het laatste jaar dat ze in deze reeks uitkwam, behaalde ze drie podiumplaatsen en eindigde ze op de zesde plaats in de eindstand. In 2006 reed ze in het Duitse Formule 3-kampioenschap en behaalde ze één podiumplaats. In 2008 stapte ze over naar het Spaanse Formule 3-kampioenschap en ging racen voor de Campos Grand Prix. Ze stond dat jaar vier keer op het podium en werd derde in de eindstand. In 2009 stapte ze over naar de Formule 2. Het werd een teleurstellend jaar waarin ze een keer binnen de top tien wist te finishen. In 2010 ging ze aan de slag in het FIA GT1 World Championship. Tijdens de trainingssessies van de eerste race op het Yas Marina Circuit crashte ze zwaar en brak haar rechter scheenbeen, later dat jaar kon ze weer aan de slag en reed ze onder meer de 24 uur van Le Mans.